# Vosego

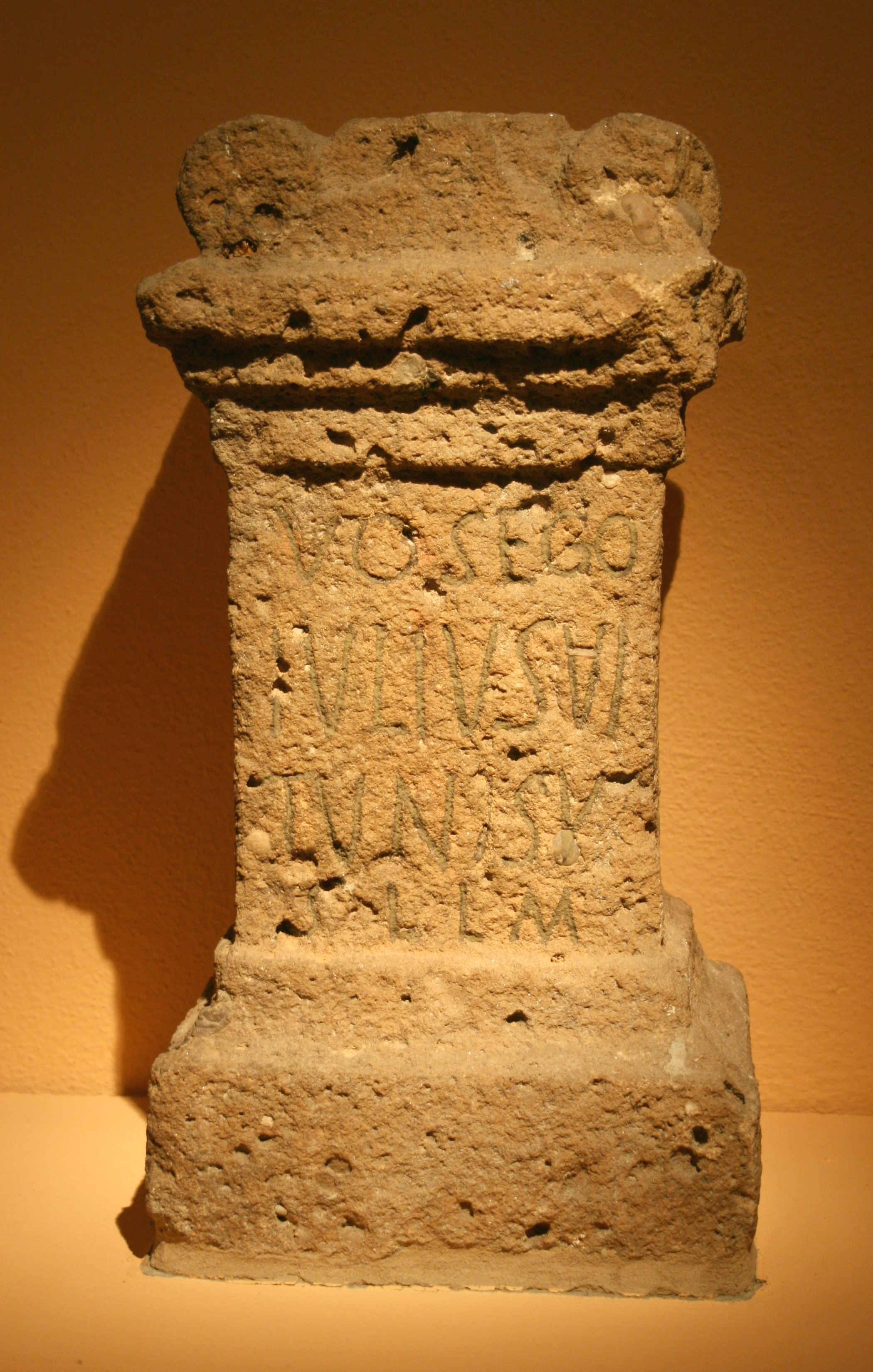
Altar a "Vosego" dios celta y vosgo de la caza y el bosque

Vosego (a veces Vosago o Vosacio, en las fuentes latinas, Vosegus) originariamente fue un dios celta de la caza y el bosque. En algunos artefactos, Vosego aparece con un arco y escudo, acompañado por un perro. El centro de la región donde se veneraba a Vosego estaba alrededor del Donon. En la cumbre de la colina había un templo dedicado a Vosego.
Más tarde, en la religión galorromana, Vosego fue una deidad tutelar de los Vosgos en la Galia oriental. Su nombre está testimoniado en alrededor de cinco inscripciones de Alemania occidental y Francia oriental, dos veces en la forma Vosego Silv(estri) y una como Merc(urio) Vos(ego).